# Hendrik Stevin
Hendrik Stevin (1614-1668) was een waterbouwkundige. Hij was de zoon van Simon Stevin.

## Leven
Hendrik Stevin studeerde aan de Universiteit Leiden wiskunde (afgestudeerd 14 februari 1639) en was vanaf 1640 ambachtsheer van Alphen en Rietveld. Hij verzorgde de uitgave van nagelaten werk van zijn vader Simon Stevin.
Hij was ingenieur in het Staatse leger van de Republiek der Zeven Verenigde Nederlanden en maakte het plan om de  Oude Rijn tussen Utrecht en Leiden te gebruiken als trekvaart (1663). Hendrik Stevin ontwikkelde het vroegst bekende plan om de Zuiderzee af te sluiten (1667). Dat plan was toen niet uitvoerbaar, maar inspireerde andere plannen die leidden tot het werk van Lely. De Stevinsluizen - een sluizencomplex in de Afsluitdijk - zijn naar hem genoemd.
Tot de Bataafse Revolutie van 1795 hing in de Alphense kerk nog het rouwbord van Hendrik Stevin, waarop het familiewapen stond afgebeeld: de "Clootcrans" en het familiemotto van zijn vader Simon Stevin: "Wonder en is geen wonder".
- Biografisch Portaal: 30731450
- Digitale Bibliotheek voor de Nederlandse Letteren: stev015
- Gemeinsame Normdatei: 135849225
- International Standard Name Identifier: 0000 0000 5572 2095
- Nederlandse Thesaurus van Auteursnamen: 069410038
- LIBRIS: 347006
- Virtual International Authority File: 80296631